# Julius Pollux (historien byzantin)
Pour les articles homonymes, voir Pollux.
Ne doit pas être confondu avec Julius Pollux.
Sous le nom de Julius Pollux, en grec Ιούλιος Πολυδεύκης (Ioulios Polydeukes), présenté comme un historien byzantin, plusieurs exemplaires manuscrits d'une chronique historique chrétienne anonyme en grec ont été diffusés dans la seconde moitié du XVIe siècle avec le titre Historia physike par le copiste et marchand de manuscrits grecs Andreas Darmarios (en), natif de Monemvasia, actif principalement en Italie et en Espagne,.
Cette Histoire universelle, qui daterait du Xe siècle, raconte l'histoire du monde de la Création à l'an 377 (fin du règne de Valens). Il s'agit d'une compilation : c'est l'un des nombreux remaniements de la Chronique universelle de l'auteur byzantin Syméon le Logothète, placés dans les manuscrits sous différents noms (Léon le Grammairien, Théodose de Mélitène ...).
Imprimée pour la première fois à Bologne en 1779 puis 1795, la chronique est rééditée avec une traduction latine à Munich en 1798.